# Cerkev Svete družine, Njiverce
Cerkev Svete družine v Njivercah pri Kidričevem je župnijska cerkev Župnije Kidričevo.